# ウルトラマンG
『ウルトラマンG』（ウルトラマングレート、英題：ULTRAMAN: towards the future ）は、円谷プロダクションが、オーストラリアで製作した特撮作品と劇中に登場する巨大変身ヒーローの名称。全13話。日本では1990年（平成2年）からオリジナルビデオとして展開された。

## 概要
『アンドロメロス』を除けば、実写のウルトラシリーズは『ウルトラマン80』以来10年ぶりで、元号が平成に変わってから最初に製作された作品である。京本政樹が日本語版主演、命名、番組のPRなど深く関わっている。
ウルトラマングレートや怪獣の巨大感を表現するため、日本のウルトラマンと比較してグレートや怪獣の大きさがビルの高さより低くされているほか、戦い終わったグレートが飛び去る場面を真下から映すなど、過去のウルトラシリーズとは少し違った切り口の特撮場面が見られる。
ウルトラ兄弟の存在は主題歌の2番に示されているのみで本編では語られておらず、UMA（後述）がグレートを当初は仲間と認めずに攻撃するなど、本編では他のシリーズ作品との繋がりは描写されないが、第8話のナレーションで語られたように設定上ではグレートもM78星雲光の国の宇宙警備隊の隊員とされている。映画『大怪獣バトル ウルトラ銀河伝説 THE MOVIE』では、宇宙警備隊の隊員としての姿が描かれている。
グレートの戦う相手は、第1話から第6話までがゴーデス細胞の生み出した怪獣、第7話以降は宇宙からの来訪者や環境破壊が原因で出現した怪獣となっており、後者では過去のウルトラシリーズのオマージュと窺える描写が増えている。ゴーデス細胞に操られているだけの怪獣や人間の破壊活動に怒って出現しただけで本来は無害の怪獣も存在するため、そのような場合は倒さずに終わることもあった。
日本側文芸スタッフには、『ウルトラマンティガ』以降に関わることになる人々が多数参加している。それゆえ、後年の平成ウルトラシリーズでよく見られる要素が本作品では試験的に盛り込まれている。なお、アーサー・グラント隊長の吹き替えには『ウルトラマン』のムラマツキャップ役の小林昭二、ナレーター（第6話まで）には『仮面ライダー』で本郷猛 / 仮面ライダー1号を演じた藤岡弘、と、過去の特撮ヒーローにゆかりのある俳優が起用されている。

### 制作
ウルトラシリーズは『ウルトラマン80』終了後、映画作品の公開、旧作品の再放送や映像ソフト化、帯番組の放送、玩具や書籍などの発売、イベント「ウルトラマンフェスティバル」の開催など、精力的な展開によって安定した人気を獲得し、新作の待望論が高まっていた。1986年にTBSに向けた「新ウルトラマン」の企画準備が始まったものの、半年で企画はペンディング（保留）ということになった。
1989年初頭より『新ウルトラマン』の仮題で日本国内制作によるテレビシリーズが企画されていたが、企画書第2稿の作成時点でTBSの放送枠の獲得が難しかったことから一度は凍結され、アニメ作品『ウルトラマンUSA』に続く海外展開が同年春より始動した。過去にはタイとの合作『ウルトラ6兄弟VS怪獣軍団』が存在していたが、本作品では世界展開を見据えて英語圏での制作が目指され、オーストラリアでの制作となる。当時のVシネマブームを踏まえ、機動性のある新たなメディアとしてビデオオリジナルで展開することとなった。当初は、当時のOVAに多かった全6話で予定されていたが、海外での販売を考慮して7話追加の1クール構成となる。
初期のウルトラシリーズを支えたデザイナーの成田亨に新たなウルトラマンと怪獣のデザイン依頼を打診し、成田は直ちに「ウルトラマン神変」という新ウルトラマンのデザイン画を描き上げた。しかし、成田がデザイン料として著作権（商品化による収入）の30%を要求したために円谷プロと折り合いが付かず、成田の登板は実現しなかった。
プロデューサーの鈴木清の進言により、特撮監督は映画『タイムガーディアン』を手掛けたポール・ニコラが抜擢された。撮影は当初、ポールの住むシドニーで準備されていたが、本作品の制作を聞き付けた南オーストラリア州首相ジョン・バノンが同州での撮影を要望し、『ウルトラマンUSA』の座組を基に製作委員会が組まれ、サウス・オーストラリアン・フィルム・コーポレーションとの合作で海外制作される運びとなった。
ストーリーについては、ウルトラシリーズが世界に通用するものであるとの自負から特別に海外向けた展開とはせず、『ウルトラマン』同様にエンターテイメント性と哲学的な要素を併せ持つ作品とすることが目指された。また、インターナショナルで理解されるようにゴーデスをレギュラーの悪に置くことで善と悪の対立を際立たせ、地球が絶対善と絶対悪に挟まれてしまったという状況となった。また、正義側も従来の正義の味方とは距離を置いたものとして理解され、ウルトラマンは「監視者」であり、高度に完成された種族というものであった。
「グレート」の日本名は京本政樹の命名による。京本はシンプルなものとの注文からこの名称を思いつき、オーストラリアのグレートバリアリーフに絡めることも意図された。本作品はウルトラマンのマニアとしての京本が円谷プロと親交が深くなった時期に国内リリース準備が進んだため、日本語版では声の配役・SEなどプロデュース部分に京本の意見を取り入れた部分が多い。
本作品では当初は着ぐるみではなく、海外のSFX映画のクリーチャー操作でポピュラーなパペット（メカニックを内蔵した人形）で第1話の火星でのグレートとゴーデスの戦闘を描いたシーンが撮影されたが、結局パペット特有の動きではウルトラマンの力強さとスピード感を表現できずにNGとなった。ただし、ゴーデスはパペット使用のカットが何箇所か使用されており、他にも怪獣の都市破壊シーンに関してはパペットが多く使われ、ゲルカドンのようにパペットのみで表現されたものもある。逆にデガンジャのようにパペットが製作されたものの未使用のものもある。
特撮場面の多くは、オーストラリアの地の利を生かしたオープンセットが用いられ、自然光下での撮影によって巨大感を表現していた。ミニチュアワークの細かさやコダラー出現時の波の表現など、以後の作品では見られないような迫力ある場面が多かった。そんな中でも、円谷プロが旧来の作品で用いた「木や建物越しのアングル」はこの作品でも多用されている。これはSFXコンサルタントにあたった高野宏一の影響が大きい。現地スタッフは当初「手前に物があったらぼやけてしまうではないか」と高野の意図を理解しなかったが、完成した映像を観てようやく納得してくれたという。

## ストーリー
宇宙飛行士のジャック・シンドーとスタンレー・ハガードは、火星探検中に宇宙生命体ゴーデスと遭遇する。その時、突如2人の前に銀色の巨人・ウルトラマングレートが現れ、ゴーデスと戦闘を始める。その戦闘中にジャックは負傷し、スタンレーのみが探査船に避難することに。油断したグレートが気を失ったその隙に、ゴーデスはスタンレーが乗っていた探査船を破壊してしまう。再び気を取り戻したグレートはゴーデスを倒し、ジャックと一体化する。
ジャックはグレートに救われ、地球に帰ってきた。しかし、火星で倒したはずのゴーデスの細胞に感染した生物が怪獣化し、地底からブローズとなって現れた。ジャックはグレートに変身し、これを倒した。
その後、ジャックはUMA南太平洋支部に入隊。ゴーデスの細胞に感染した怪獣たちと戦っていく。一方、スタンレーもゴーデスの使いとして蘇り、地球に帰還していた。

## 登場人物

### UMAメンバー
ジャック・シンドー（Jack Shindo）
26歳の日系人。元オーストラリア宇宙開発公団の惑星調査員の地質学者。
火星探査中にゴーデスに遭遇し、そこに現れたウルトラマングレートとの壮絶な戦いを目の当たりにする。その巻き添えで身動きが取れなくなり、友人だったスタンレー・ハガードを脱出させようと宇宙船に向かわせるが、ゴーデスに彼もろとも破壊される。その後、ゴーデスを撃退したグレートに助けられて同化して地球に帰還すると、彼の反対もあって単独で行動していたが、ギガザウルスとの戦いの後には彼の反対を押し切り、UMAに入隊する。
怪獣対策においては、人命のためならば怪獣の排除もやむなしと判断する他の隊員に対し、科学者の立場から安易に倒すことを嫌う。割と筋肉質で、行動も伴うアクティブな科学者。
前述の通り、一体化したグレートとは会話できるが、彼との会話を他人の前でしたり、彼を介して得た知識に関して「なぜそんなことがわかるのか」と問われても曖昧にはぐらかすことが多い。
飄々とした性格で神出鬼没。時には変人扱いをされることも多々あった。
- 日本版の脚本では「アンディ・蘭堂」という名前で、ジャック・シンドーという名前はオーストラリアで名づけられた。
- シリーズ構成を手掛けた會川昇は、主人公には完璧な人間ではなく心の弱さや迷いを抱えた人物とすることを趣向しており、本作品ではゴーデスに取り憑かれた人間などを対比的に描くことで、ウルトラマンと合体したジャックもそれらと本質的には変わらないのではないかという葛藤を描いている。

アーサー・グラント（Arthur Grant）
UMA南太平洋支部の隊長で54歳。アーサー基金というオーストラリアでも有数の巨大資本のオーナーで、さまざまな慈善事業やそれに関するパーティーなどの活動も行っている。
勤勉実直な性格で、有事の際には柔軟で的確な指揮が執れる非常に優秀な指揮官で、UMA隊員たちのことを心から信頼し、同様に隊員たちからも絶大な信頼を置いている。
一方で、自分が正しいと思ったことは無理にでも通そうとする論理的で頑迷なところもあり、自分が発案したオゾン層修復計画をジャックたちの反対も聞かずに強行し、結果的にコダラーとシラリーの復活を促してしまった。
第8話では自らハマーに乗り操縦もしている。
ロイド・ワイルダー（Lloyd Wilder）
UMA南太平洋支部の副隊長で31歳。唯一6人の隊員の中で専門的な軍事訓練の経験者で、キムの次にハマーの操縦技術に優れている。元軍人らしく生真面目で命令も忠実にこなすが、ところどころに軍時代の習慣が抜け切っておらず、アーサーに窘められることも。一方で作戦中に冗談や談笑なども話せており仲間ともちゃんと打ち解けているが、作戦に関しては他の人間と調子を合わせることが苦手で、行く先々で相手と衝突することが多い。
ほとんどが現場指揮官として現場を取りまとめてはいるが、基地でアーサー隊長の代理として張り切って指揮を執るがイマイチ決断力は欠けていたため、全体を取りまとめる指揮職は苦手な様子。
ジーン・エコー（Jean Echo）
23歳。元宇宙開発公団のエンジニアで、ジャックの高校時代の後輩でもある。ジャックとスタンレーが火星へ行く際に使用する宇宙船を設計し、ジャックの火星遭難を機にUMAに入隊した。
科学者として怪獣に対してはジャックに近い立場をとることが多く、一緒に反対する場面もある。いつからかは不明だがジャックに対して密かに恋愛感情を抱いている。第5話ではゴーデス細胞に侵されるが、第6話で復活したゴーデスが倒されたことにより、奇跡的に生還した。
第12話・第13話ではグレートがコダラーに敗れた後、ジャックが使っていたアイクのサングラスが落ちているのを発見し、言葉には出さなかったが何かを感じ取った様子からジャックがグレートだと確信する描写が見られた。
チャールズ・モーガン（Charles Morgan）
考古学と生物学の博士号を持つ26歳の天才で、分析などが主な仕事。原語版での愛称は「チャーリー」。報酬に誘われてUMAに入隊した。
痩せた外見に似合わず、仕事中でも何かを常に食べているほどの大食漢で、自分の研究室や指令室でも何かしら食べているほか、研究室でサラダドレッシングを自作したりする。さらには常に軽口やジョークも多く、すぐに調子に乗ってしまうこともあり、一見すると不真面目なお調子者。しかし、仕事に関しての知識は誰よりも高く、根は真面目でやる時はやる男で、6話ではUMAを乗っ取ったブリューワー将軍に従うフリをして将軍を欺き、7話ではガゼボの住む森を焼き払おうとしたサイクス警部を現地に到着させないためにハマーで振り回して爆撃の邪魔するファインプレーをやってのけた。
ナンパが趣味であり、フィアンセがコロコロ変わっている。その性格から宇宙人（ヴェロニカ）相手に恋をしてしまったこともある。
第5話では、研究室にサンダーバード3号の写真を貼っているのが見えるが、最終話の前後編では衛星の修理のために宇宙へ上がる。
- 資料によっては、チャールズ・モルガンと記述している。

キム・シャオミン（Kim Shaomin）
ハマーのメインパイロットとして養成されたエリート隊員で25歳。海を愛して海洋開発センターに勤務していたが、海洋汚染防止のためにUMAに入隊した。操縦・格闘共にずば抜けた才能と実力の持ち主で、アーサー隊長曰くUMA最強のパイロット。
活発でさばさばとした姐御肌な性格。ストーン財団孤児院出身であるため、子どもにはとても優しい。魚が嫌い。
チャールズやロイドと一緒に出撃する機会が多い。
- 日本版の脚本では「キム」という名前であった。

### アーミー
オーストラリア軍。UMAとは怪獣の対処や縄張り争いなどで色々と対立することが多い。
ブリューワー（Lieutenant Brewster）
アーミーの将軍。傲慢な軍人気質の塊で強引な部分が目立ち、アーサー隊長と対立することが多い。
グレートに頼らない姿勢や、自分も死ぬのを承知でゴーデスをオーストラリア大陸ごと核攻撃で殲滅させようとするなど、使命感は強く誠実な側面もあるが、部下の人命を無視した作戦すらいとわない過激派であり、いかなる場合においても力押しという手段しかとらないため、作中で成功した作戦はない。一度はUMA基地を占拠してゴーデス攻撃の指揮を執るが、先述の使命感からアイクに反抗され、アーサーたちに指揮権を奪い返されている。コダラーとシラリーが出現した際は許可を取った上でUMA基地に居座り、攻撃の指揮を執っていた。武力での解決にこだわり、衛星レーザーや核ミサイルといった危険な兵器を使用するも戦果を挙げることはできなかった。
アイク・ユベロス（Ike）
アーミー情報部チーフ。第2話でのギガザウルスの事件以来、主にエイリアン関係の案件を担当しているらしく、UMAに対してたびたび嫌味な態度で接するが、その一方でどこかコミカルな描写も多く、ジーンに対して色目を使うような素振りを見せたことも数回ある。サングラスと回転式拳銃を愛用している。
上の命令を絶対としていたが、第6話でゴーデスへの核攻撃が決まった際には命令に逆らった。第10話ではベロニカを危険な侵略者と決めつけて強攻策をとるも、それがリュグローの怒りを買い、かえって事態を悪化させてしまう。第12話では職務怠慢で警備員に降格され、被災者の貧窮に時計と引き換えに貴重な食料を与えたり、難民となった市民の味方につき、最終的には彼らを救うために古代のディスクを取り戻し、事態収拾に貢献した。コダラーやシラリーとの最終決戦にも参加している。

## ウルトラマングレート
邪悪生命体ゴーデスを追って太陽系内に侵入して来たM78星雲・光の国の戦士。劇中ではグレートと呼ばれることはなく、単純にウルトラマンと呼ばれる。
火星での戦いで1度はゴーデスの本体（肉体）を火星で殲滅したものの、ゴーデス細胞として分離して地球に逃れたため、宇宙船を破壊されて地球に帰還する方法を失った宇宙飛行士ジャック・シンドーと同化して地球を訪れる。第1話でのブローズとの戦いでは、UMAから「（怪獣が）もう一匹現れた」と攻撃されるが、ブローズを倒したことで味方と認識されるようになる。
戦闘では苦戦することが多い。気を失ってその場に倒れこむことも多々あり、その間に犠牲者が出たこともあった。
活動限界は3分だが、その理由は地球の大気汚染のためという独自のものになっている。
ジャックを支配しているわけではなく、ジャックの肉体を共有しているだけでグレートとジャックがそれぞれ意識を持っており、精神世界での会話もできる。両者の目的が必ずしも一致しない時もあり、UMAの入隊に反対だったグレートの反対を押してジャックが入隊したり、ジャックが怪獣に同情して倒すのを望んでいない時もグレートが怪獣を倒すなど、ジャックの姿の時はジャックを、グレートの姿の時はグレートの意思を尊重している。また、グレートはジャックの危機を救い、ゴーデスIIとの戦いではジャックが彼を救ったこともあり、ジャックとグレートは強い信頼と絆で結ばれている。
コダラーとの初戦で完敗し、その際に受けたダメージによってエネルギーを使い果たしたため、変身が1回しかできなくなる。最後の変身でコダラーとシラリーと戦い、UMAがコダラーを倒した後でシラリーを倒す。正体がバレないようにジャックと分離し、核爆発の核エネルギーを吸収して危険な状態のシラリーの亡骸とともに、人類に再びやり直すチャンスを与えてM78星雲に帰還した。
- シリーズ構成を手掛けた會川昇は、『ザ☆ウルトラマン』で用いられた「主人公とウルトラマンとの対話」という描写が実写シリーズではあまり用いられていなかったことから本作品で取り入れた[3]。
- 企画当初では、「人間が光の生命体によって進化したものである姿」と記述されていた[38]。

デザイン・造型
グレートのデザインはカラータイマーが三角形、体色は赤色以外の部分がシルバーホワイト色という、他作品のウルトラマンと比べて独特のデザインとなっている。
スーツはカメラマン出身であるプロデューサーの鈴木清のこだわりにより、従来のゴム製のウェットスーツではなく、皺の出にくい繊維製のスーツが採用された。また開米プロで作られたセパレートタイプのマスクは従来と同じFRP製で、ウルトラマン80同様、後頭部にもFRPのパーツが付く。目の覗き穴はスリット式が用いられ、その後の平成ウルトラシリーズでもこの形状が採用された。目やカラータイマーの電飾の電源は、従来のようにスーツの中に仕込まずにバッテリーをタイツ地と同じ赤い生地で包み足首付近に巻いて留めている。背中を映す場面では、ファスナーが見えないよう前にファスナーをつけたスーツが用いられた。また、一部のシーンでは操演特撮用に製作されたマペットが使用されている。
日本の雑誌媒体では開米プロが制作した布製スーツが―登場時の特写を除き―多用されている。NG版ではビニールレザー製もあり、デルタプラズマーがデザイン通りの球をはめ込んだ三角錐の形状をしている。だが、シワがよりすぎたため、撮影直前で変更となった。また、最初に製作されたマスクは目と口の造形が特徴の西洋人を意識しているほか、その次に作られたマスクは完成版とは目の形状が大きく異なっている。アトラクション用には従来同様のウェットスーツ製も存在しており、後頭部のFRPパーツが省略されている。

### デルタ・プラズマー
火星でジャックがグレートと一体化した際に、グレートから与えられた変身ペンダント。グレートのカラータイマーを模しており、ジャックはこれを常に身に着けている。ペンダント内部にはグレートの生命エネルギーであるプラズマスパークが内包されている。
ジャックがデルタ・プラズマーを左掌に乗せると、グレートの意思がデルタ・スパークをスパークさせることで発光部が緑色に点滅し、プラズマスパークが解放される。同時にジャックが精神を統一することで、ジャックの身体がグレートに徐々に変わっていき変身が完了する。また、第12話では海の中に飛び込んで変身するという変身スタイルをとった。
また、変身機能だけでなく、両手で覆い目を閉じると超周波によるテレパシーも可能で、第9話でこの機能を使ってバイオスと直接話した。
第5話では、ジャックがアーサーに独房入りを命じられた際に護身用の武器と思われて取り上げられた後、ゴーデスに操られているスタンレーに奪われたが、ジーンの捨て身の活躍で取り戻した。

### ウルトラマングレートの能力
- 特殊技術を担当したポール・ニコラは、ウルトラマンの各種光線技はすべて同一の技で必要に応じて形を変えて発動していると解釈して演出していたが、それでは子供は面白くないということで日本側のスタッフはそれぞれに名前や設定を追加している[13]。また、グレートの戦闘に空手の技を応用しているものが多いのは、グレートのスーツアクター2名が極真空手の有段者であるためである[39]。

バーニング・プラズマ
空間の一点にエネルギーを集中させて両手の間から発生した光線エネルギーを生み出し、高熱光球ウルトラ・ストゥリングを発生させて敵にぶつける。一度の戦いで3発まで連射が可能。どんな敵も敵わないグレートの最強技とされているが、本編での使用は第1話でゴーデスとブローズに対して使ったのみで続けて一発目で動きを止め、2発目で止めを刺しているなど最強技という描写はない。
島本和彦の漫画版では最終決戦でコダラーとシラリーの2体を倒すため使用し、グレートに勝利をもたらした。
ゲーム版では怪獣を倒すのに必要な最強技に指定され、本編とは違い一発で敵を倒すことができる。
- 日本側脚本段階では「バーニング・マスアクション」というマイクロブラックホールをぶつける技であり、初期の媒体ではその初期設定が記されている。最終話でも脚本ではバーニング・マスアクションが使われ、コダラーに跳ね返されて、ジャックがブラックホールから異次元へという展開であった。コダラーがバーニングプラズマを跳ね返したという表記も、初期設定の名残である。

マグナム・シュート
敵の放つ火炎、冷気（冷凍ガス）、光線などを両手で吸収・増幅し、凝縮して撃ち返す。必殺技の中で最も使用頻度が高く、ギガザウルス、ゲルカドン、デガンジャを倒した。第12話ではコダラーに撃ち返されたスタービームをさらに撃ち返したが、コダラーがそれを増幅してさらに撃ち返し、グレートはそれを受け切れずに敗北することになった。
グレートの技で1番多くの敵を倒しているため、ビデオ『ウルトラマンVS仮面ライダー』ではバーニング・プラズマではなくこの技がグレートの必殺技として紹介された。
ナックルシューター
精神波をエネルギービームに変えて拳から放つ。両手から同時に発射することも、連射することも可能。主に牽制に使うが、最終回ではダブル・グレートスライサーで致命傷を負ったシラリーに密着状態で発射して止めを刺した。
グレートスライサー
腕から光のエネルギー剣を発生させて敵を切り裂く。マジャバ（雌）の腕を切り落とした。左右どちらの腕からでも発射可能。
ダブル・グレートスライサー
グレートスライサーを両腕に発生させる二刀流。シラリーに4連続で斬り付けて致命傷を負わせた。島本和彦の漫画版ではそのままシラリーの首を切り落としている。
ディゾルバー
両拳を縦に突き出して放つ原子破壊ビーム。ギガザウルスの死体を分解して土に還した。第1話では倒したゴーデスを分解するために使ったが、ゴーデスは細胞単位で地球に逃走してしまった。第6話ではゴーデス（第2形態）に拳を密着させて放ったが、無効化された。
トライアングル・シールド
三角形のバリヤーを体の前面に発生させる。対ギガザウルス戦で使用。
グレートガード
第3話において、ゲルカドンの放つ破壊光線をクロスした両腕で受け止めた防御技。以降もゴーデス（第2形態）、UF-O、シラリーの光線技を跳ね返している。
アロービーム
弓を引き絞るようなポーズから放つ無数の光の矢。バランガスを倒した。
フィンガービーム（ダブルフィンガービーム）
前に突き出した人差し指と中指の先から連射するナイフの刃状の光弾。両手から同時発射することもできる。ゴーデス（第2形態）やガゼボに使った他、マジャバの卵を焼くために使った。また、両手撃ちを5連発、計10発当てることでバイオスを倒している。
ディスクビーム
光線エネルギーを円盤カッター状に凝縮して投げつける光刃。連射も可能。バランガスにダメージを与え、マジャバ（雌）を倒した。
ナックルボルト
左拳から高圧電流を放射する。ブローズに使用（映画版のみ）。
パームシューター
エネルギーを集中させた掌底から一気に放つナックルシューターの強化技。左右交互に出せる。デガンジャやUF-0に使った。
スタービーム
両掌を交差させて星の形を作り、そこに星型光弾を発生させて投げつける。ガゼボ、コダラーに使用。
透視光線
両目から放つ光線で、隠れた敵を探し出す。バランガスとの戦いで使用。
グレートパンチ
拳にエネルギーを込めて叩き込む、強烈なパンチ。敵を正面から打ちのめすストレートパンチの他、肘を曲げて横から殴りつけるフックパンチなどのバリエーションがあり、緒戦となるゴーデス以来、数々の敵に使用した。
グレートチョップ
右手にエネルギーを集めて、銅鉄の柱も真っ二つに切り裂く技。
グレートキック
右足に体内の全エネルギーを集め、ジャンプして敵に打ち込む強烈なキック。ゴーデスの側頭部を狙って放ったタイプや、マジャバに繰り出した足払いタイプなどがある。一発がウルトラマンレオのレオキックと同等の威力である。
グレートシュート
敵の首を掴んだまま抱え上げ、柔道の一本背負いのように投げつける大技。
グレートクロス
交差した腕で突進する相手を受け止めて、そのまま締めつける攻防一体の技。
グレートパワー
重量級の敵の体を両腕の怪力で高く持ち上げる超パワー。シラリーに対して使用した。
スピンガード
全身を青く発光させ、高速回転して、敵の攻撃をその勢いで跳ね返す。映画版でゲルカドンに使用。
テレパシー
ゴーデス細胞の影響下に置かれた生命体とグレートを通じて意思を通じ合わせることが出来る。
スペシウム光線
『新世紀ウルトラマン伝説』で登場ウルトラマン全員が放った光線。ウルトラ戦士はスペシウム光線を会得してからそれぞれの技に発展させているとされる。

## UMA
UMA（）は、Universal Multipurpose Agencyの略で、未だかつて地球人類が遭遇したことのない異常気象・超常現象・気象異変などの事態の調査・対応のために国家枠を超えて結成された国際的軍事組織。科学の平和利用が使命であり、ノーベル賞級の各分野の科学者のエキスパートが大勢主要メンバーとして参加している。その組織名から、他の組織にからかわれることも多い。
アメリカ本土に本部があり、シベリア・日本海・インド・南太平洋（オーストラリア）・南アフリカ・イギリスなど、世界各地に13の支部が置かれている。アーサー基金を擁する南太平洋支部が最大であるが、その維持のために寄付金集めのパーティーも行なわれる。
UMA憲章により、どこかのUMA支部が一部の国家や軍人に占拠された場合は自動的に発電システムが破壊されて基地の装備は使用不可能になる。復旧させるには全世界の12人の各UMA支部長の命令が必要である。
- オーストラリアは多民族国家であることから、メンバーは多様な人種で設定された[3][注釈 14]。
- 未確認生物の略である「UMA」と同名になったのは、製作者側のシャレである[53]。

### 南太平洋支部基地
オーストラリア近海の孤島を改造した秘密基地で、世界最新の科学設備や耐震・耐火構造が導入されている。巨大モニターや超高性能コンピューターを備えるメインルーム、隊員たちの私室や医療室、独房などが置かれハマーの格納庫や滑走路、サルトップの地下駐車場も存在する。また、基地の外壁には敵からの直接攻撃に備えて防衛砲台も複数設置されている。第5話で基地の構築に10年の歳月がかかったとアーサーが言及しているが、第5話ではバランガス、第11話ではUF-0に乗り込んだノルバーグと彼の信奉者たちの襲撃を受け、後者は特に大きな被害を受けている。
基地内部には50名前後の隊員・職員が勤務している。特にアーサー隊長を含む6人の実働隊員の連携は特に優れており、ゴーデス覚醒が迫る危機に際し、ブリューワー将軍のUMA乗っ取りの際には命令暗号を持ち出して将軍に逆らい、チャールズに関しては従うフリをして敢えて出撃。ジャックとジーンを殺される危険から救いだした。

### 装備

#### UMA隊員服
基地内では隊員たちは、UMAのロゴがプリントされたインナーのTシャツやタンクトップなど、アーサーは専用の制服でいることが多いが、出動時にはロゴワッペンが付いたワンピースタイプのフライトスーツを着用する。ARMYの物の流用ともいわれているこのフライトスーツは共通のものではなく、各隊員の趣味に応じて形状や配色が異なり、カラーも自分で選んだもので、左胸に名前が英字で書かれている。第5話でチャールズのフライトスーツは、スタンレーが逃走の際に奪い取って着用していた。
第7話以降、スーツ着用時には両肩に肩パッドが装着されるようになるが、アーサーは装着しない。他にも半袖のミリタリーシャツや、森林地帯での任務などで着用するノースリーブタイプのサバイバルスーツ、基地内での待機時に着用するインナーシャツも存在する。
- デザインはオーストラリアのスタッフが担当[56]。

#### 銃器類・特殊装備
通信システム
ハンディタイプのボード型通信機。特殊な電波を用いているため、傍受されにくい。
UMAヘルメット
ハマー搭乗時に被るパイロット用のヘルメット。超硬質特殊樹脂製。高性能通信機も備える。
UMAガン
全長：約22センチメートル 幅：約5センチメートル
隊員が標準装備する小型レーザーガン。怪獣との接近戦時などに使うが、威力は弱い。UMAに入隊する前のジャックも所持し、火星でゴーデスに対して使用した。
ブラックランチャー
全長：84.5センチメートル
UMAガンの数倍の破壊力があるレーザーライフル。白兵戦で効果を発揮する。
パルスキャノン（タルサー砲）
全長：140センチメートル 重量：42キログラム
破壊力が強く、連射も可能な大型パルスレーザー。サルトプス2号に搭載されることもある。
発信機
第4話でジーンがジャックに渡した腕輪型発信機。
化学防御服
第5話で都心に現れたバランガスに、ジャック・キム・ロイドの3名が地上から対抗するために装着した。放射能や、猛毒を秘めた液体やガスなどから、体を守る特殊装備。
ゴーデス探知機
第5話で登場した、基地を含むオーストラリア全土のゴーデス細胞を自動で検出・追尾する探知機。一般隊員が操作して基地内部のゴーデス細胞を追跡していたが、スタンレーによって記録の一部を消去された。
地球外生命体探知機
第10話でジーンがベロニカの自宅を捜索した際に使用した探知機。その際に同行していたジャックに同化しているグレートを探知しかけていた描写が見られた。
ロボットカメラ
ロボットは劇中の呼称で、マジックハンドとカメラを装備したUMA唯一の深海探査用の無人水中メカ。深海でコダラーを発見し、古代の金属プレートを回収した。活動場面は全てカメラの主観なので、ジャックたちの後ろに少しだけ本体が写るのみで全形は確認できない。

#### 航空機・車両
ハマー
ホバータイプの多目的超高性能小型ジェット戦闘機。朱色の機体で、分析機器やエキシマレーザー砲、ミサイルを搭載し、ホバリング機能による空中浮遊で完全空中停止も可能。エチケット袋やラジカセも搭載している。南太平洋支部基地には10機ほど配備されており、主に機体番号「1011」と「1012」の2機で出撃することが多い。第5話ではスタンレーにより1機が爆破されたほか、基地内から遠隔操作して無人飛行することもある。
- ハマーをデザインしたのは青井邦夫。
- 発進シークエンスは、かつてのオーストラリアの宗主国であるイギリスの伝統的なミニチュア技術が縦横に活かされているほか、活躍シーンは操演やブルーバックによるビデオ合成による演出が多い。

サルトプス（サルトップス）
3タイプ存在する超高速特殊自動車で、パトロールや戦闘、調査など目的に応じて使い分ける。各車共にマイクロコンピューターと高性能通信機を搭載しており、1号のみ車の上に警光灯が付いている。

サルトプス1号
地上パトロールや追跡などに使う非武装の高速車両。舗装された市街地などで主に使用され、隊員によるプライベートでの使用も許可されている。
- 三菱・ギャランがベース。

サルトプス2号・3号
荒地も走行可能な、山間部や海岸のパトロールなどに使う爆撃に強い車体を誇る戦闘車両。2号は車両後部にパルスキャノンを搭載しているが、ボックスタイプの3号は非武装。
- 2・3号共に三菱・パジェロがベース。
- 撮影が行われたオーストラリアは左側通行（英国エリア共通）で自動車は右ハンドルが（日本車由縁）基本だが、サルトプス2号・3号はいずれも左ハンドルである。

#### その他のメカニック
実験衛星
第12話・第13話に登場した。宇宙ステーションで、原語版では「ビーム衛星」と呼称される。地上攻撃も可能な強力レーザー砲を装備している。
アーサーが発案した「オゾン層修復計画」のために地球の衛星軌道上に打ち上げられるが、このことが大事件への発端となり、本衛星も出力がダウンし、システムが作動不能へと陥る。

## 登場怪獣
邪悪生命体 ゴーデス
第1話「銀色の巨人」に登場。
人間の思念や怨念、化石や他の生命体や惑星に自らの細胞を取り憑かせることで、その宿主を邪悪な怪獣へと変化させる細菌であり、全宇宙の生命体を滅亡させることが目的である。また、高等な知能を持ったレトロウイルスの集合体とも言われている。また、全身を粉砕されても細胞の一片が無事であれば、何度でも再生が可能である。第2話の字幕版においてグレートは自分の星もゴーデスに浸食されたとジャックに語っている。
火星にてグレートとの戦闘中にジャックたちが乗って来た着陸船を左右の鞭状の腕で破壊した。最終的にはグレートのナックルシューターで倒されフィンガービームで消滅されるも、その細胞は無数の粒子（ゴーデス細胞）となり宇宙空間を移動してオーストラリア大陸に500億個ものの細胞が降り注ぎブローズからバランガスを生み出すこととなる。
- 名前の由来は、「GOD」＋「DEATH」で、脚本の會川によって名付けられたものである。
- 最初はグレートと共にマペットで撮影されたがNGとなる。この映像はPV用映像に使用されているが、作品中でも一瞬だけ見られる。
- 第2形態の登場が元々予定されていため、それよりは弱く見えなくてはならないという設定でデザインされた。
- デザインは吉田穣が担当。火星に出現することからタコを意識したものとなっている。デザインのNG案では、サソリのようなものとなっていた。

邪悪生命体 ゴーデス（第二形態）
第6話「悪夢との決着」に登場。資料によっては名称をゴーデス（強化）と記述している。
再び1か所に結集したゴーデス細胞が地球の砂漠地帯の火山の中で地熱エネルギーや他の生命体のエネルギーを吸収して蘇生した形態。新たに目から破壊ビームを発射する能力を身に着けた。ミサイルの攻撃やオーストラリア軍の戦闘機の爆発をも吸収し、さらに巨大に頑強になり、全てを融合して一つになろうと企む。
グレートの光線技を一切受け付けずシャボン状の光線・エネルギーボールで体内に捕獲し、グレートに倒された怪獣の幻影でグレートを苦しめる。大気を汚す人間全てを吸収し新しい世界を造り出すと豪語するが、ジャックの意識に宇宙全てと融合した時ゴーデスが孤独になる事実を指摘され、動揺したところをグレートに体内から巨大化され、破壊された。
- 当初は全6話の予定であったため、パッケージ感を強調することを重要視して、エピソードを貫く敵として怪獣誕生の原動力となるゴーデスが第6話で再登場することとなった。

その他の作品に登場したゴーデス
- 漫画『ウルトラマン超闘士激伝』にはG（グレート）とパワードが追っていた宇宙の悪魔と呼ばれる存在で登場、G（グレート）の身体を乗っ取りG（ゴーデス）としてその後、仮面のウルトラ戦士こと仮面騎士を名乗りウルトラ戦士のフリをして銀河最強武闘会に出場した。パワードに正体を明かされた際は、ウルトラマンG（ゴーデス）と名乗った。配下にゴーデス細胞の怪獣をモチーフにした鎧とウルトラ戦士に勝ちたいという欲望を持つ怪獣を合体させた「ゴーデス五人衆」や移動用の乗り物としてUF-0を従えている。
- 漫画『ウルトラ忍法帖』では侵略組織「虓魔衆」の「虓魔王」が倒されると、割れた仮面からゴーデス（第二形態）の姿をした「真の虓魔王」が誕生。ウル忍と死闘を繰り広げ、仲間たち総勢の絆が生み出す力によって滅ぼされた。この作品では複数の人格が「虓魔王」を形成しており悪意の集合体となっている。
- 『大怪獣バトル』のNEO6弾に技カードとして登場。スキルはグレート前半の怪獣の源となった「憑依融合」。
- 『ウルトラマンフェスティバル2004ライブステージ』
  - 第1部では光の国に保管されていたゴーデス細胞を巡る戦いが繰り広げられた。ゴーデス細胞で復活を企むヤプールは、細胞を活性化させるというピグモンを吸収してゴーデス細胞と一体化し、超巨大なゴーデスの姿となってウルトラ戦士を苦しめた。
  - 第2部ではダークザギに呼び出されて登場。ウルトラマンノアと自身を呼び出したダークザギを飲み込んだ後、ウルトラ戦士を苦しめた。だが、突如ウルトラマンネクサスが出現し、形勢は逆転。ウルトラ戦士たちの合体光線によって倒される。

- Webドラマ『ウルトラギャラクシーファイト 大いなる陰謀』ではアブソリュートタルタロスがゴーデス細胞を所持しており、スラン星人に与え、ウルトラマンマックスに植え付けた。その影響で、マックスの左手が怪獣化し、正気を失った。また、ゴーデスがウルトラマンヒカリの見ていたモニターに映し出された。

双脳地獣 ブローズ
第1話「銀色の巨人」に登場。
ゴーデス細胞が地球の生物と同化しようと試み、オーストラリアの地底に棲息する両生類に寄生して邪悪怪獣化した。グレートの地球上での最初の対戦相手になった。1体に頭（脳）が2か所あり、上部が行動、下部が思考を司る。全身の孔からの毒ガスと頭部の触手が武器で、触手から念力波を発射して敵をカプセル状の空間に閉じ込める念力カプセルを得意とする。
触手でグレートを捕らえ、ガスを浴びせて苦しめたが最期はバーニング・プラズマを受けて倒された。
- 初期案の仮称は「イビルモンスター」。
- デザインイメージはアザラシで、デザイン段階では鼻の突起がなかった。
- テレビアニメ『SSSS.GRIDMAN』第2話では、新条アカネの部屋の棚にブローズのフィギュアが飾られている。

古代怪獣 ギガザウルス
第2話「凍てついた龍」に登場。
南極大陸の氷山で仮死状態のまま冬眠しつつ、白亜紀以降も進化を続けていた古代恐竜ブロントサウルスが、ゴーデスの僕となったスタンレーの暗躍で冷却装置を破壊されたことで、氷が溶けて蘇生・覚醒させられた。
長い間氷山の氷の中に閉じ込められて氷結状態になっていたために極端に熱を嫌い、日陰を求めて超低温のアイスガスを吐いて暴れる。ゴーデス細胞をも撥ねつける強い生命力を持ち、最期はマグナム・シュートでアイスガスを跳ね返されて凍り付き、ディゾルバーで消滅させられた。
- 映画『ゴーデスの逆襲』（ビデオでの完全版）ではゲルガドンの事件と同時進行で話が進められており、本編と違いマグナムシュートで冷凍された後は、再び冬眠について終わっている。
- テレビアニメ『SSSS.GRIDMAN』第2話では、新条アカネの部屋の棚にギガザウルスのフィギュアが飾られている。

火炎飛龍 ゲルカドン
第3話「魅入られた少年」に登場。
ペットのガス（トカゲ）を失った少年ジミーの怨念と、アクミ・タワー建設現場から発見された化石爬虫類ゲルカドンの残留思念にゴーデス細胞が憑依して実体化した怪獣。その姿は、ジミーが発掘作業を手伝っていた化石をイメージして描いたものである。
空を飛びながら高熱火炎を放射して暴れ、実体化と消滅を繰り返してUMAを翻弄した。テレポート能力を有する。ゴーデスがジミーの怨念から生み出したジミーのクローン（クローンジミー）に、緑色に光る水晶体でコントロールさせていたが、キムがジミーの意思にジャックがグレートを介して精神感応を行って説得し、クローン自身が水晶体を砕くことで消滅し、ゲルカドンもグレートによって自身の火炎を跳ね返され、それを浴びたことでゴーデス細胞からの支配を逃れる。その直後、ジミーを乗せてどこかへと飛び去った。
- 映画『ゴーデスの逆襲』（ビデオでの完全版）ではギガザウルスの事件と同時進行で話が進められており、本編と違い精神世界でのジャックとジミーの会話が無く、キムの応援を受けたジミーが自力でゴーデスに打ち克ったという展開になっている。
- 当初のデザインでは、オーストラリアの絶滅動物「モア」がモチーフであった。日本版の脚本では、ゴーデス細胞がジミー自身に取り憑き、怪獣化したものとなっている。
- テレビアニメ『SSSS.GRIDMAN』第2話では、新条アカネの部屋の棚にゲルカドンのフィギュアが飾られている。

風魔神 デガンジャ
第4話「デガンジャの風」に登場。
アボリジニの伝説にある「地の怒りを伝え人を戒める風の神」が、ゴーデス細胞の力でストーンサークル様の祭壇と共に風魔神として具現化した。黒い竜巻となって暴走し（伝承ではあくまで竜巻はデガンジャの使者でしかないらしい）、祭壇を射撃したハンターの一人を車ごと叩き付け殺害した。その姿はハイウェーで轢死したタスマニアデビルなどの動物の姿だとも言われている。
全身を覆う剛毛は敵の攻撃を無効化する。また、かなりの怪力の持ち主で、両手の爪からグレートをはね飛ばすほど強力な雷電光を放ってグレートと格闘したが最後はマグナム・シュートで雷電光を跳ね返されて敗北、ゴーデスの支配を逃れ、砂塵化し砂漠に雨季をもたらした。
- デザインモチーフはタスマニアデビルで、デザイン段階では「ハイウェイで撥ねられた霊の集合体」という設定であり、顔には人面痣状があった。体の植毛はデザイン時には存在せず、造形時に追加されたものである。
- マペットが作られたが、本編では未使用となった。
- 映画『怪獣撃滅作戦』（ビデオでの完全版）では時系列的には、ゴーデスが倒された後に登場したことになっている。
- 映画『大怪獣バトル ウルトラ銀河伝説 THE MOVIE』ではベリュドラの胴体を構成する怪獣の1体となっている。『グレート』出典の怪獣では唯一の選出となっている。

毒ガス幻影怪獣 バランガス
第5話「悪夢からの使い」に登場。
ゴーデスの使者となってUMAに侵入して暗躍していたジャックの友人のスタンレー・ハガードが操っていた怪獣で、正体を見破られた後で同化した。別名の通り、翼状の器官から赤い猛毒ガスを噴射する。また、体をガス化させ、瞬間移動する。物語冒頭に幻影として出現し、ジャックがグレートに変身直前にスタンレーに倒されたように見せかけ、その後UMA南太平洋支部基地を襲撃した。スタンレー自身は火星でゴーデスに蘇生され、ゴーデスの僕として暗躍していた。
神出鬼没で気体に変化して移動し、様々な場所に出現しては消えていた。最後はスタンレーと一体化しグレートと戦うがアロービームによって倒された。その後、一部の細胞がゴーデスと同化する。
- 名前の由来はキリスト教の悪魔バラムの別の名前である（バラン）と武器にもなっている（ガス）。直訳すると「悪魔のガス」。
- 初期案の仮称は「バラキ」。
- テレビアニメ『SSSS.GRIDMAN』第2話では、新条アカネの部屋の棚にバランガスのフィギュアが飾られている。

守護獣 ガゼボ
第7話「森の守護神」に登場。
古代の巨大哺乳類であったプロコプトドンの原型が怪獣化し、「人が入ってはいけない聖域」の森林の奥深くで生息していたが、人間の土地の乱開発に伴う森林破壊に怒って現れた。巨大な爪と、象のような長い鼻を持ち、金属に敏感で、森林に生えている特殊な毒キノコ（ある種の金属を溶解する胞子を出す）の胞子を含んだ物体が苦手。また、体が硬質の殻で覆われていて、外部からの攻撃を寄せ付けない。金属をコレクションする趣味がある。
グレートとの戦いの末、最後は洞窟の穴に誘い込まれ、フィンガービームでその穴を塞がれることで地中に戻されて再び眠りについた。
- SFC版『ウルトラマンG』では口から火を吐き、最期は原作と異なりバーニング・プラズマで倒される。
- デザインイメージは、ゾウムシ。NG案では、聖林に生息する聖獣のイメージで描かれていた。
- 日本版の脚本では、南アフリカの熱帯雨林の地下で鉱物資源を食べていたと推測されている。

昆虫怪獣 マジャバ
第8話「姿なき復讐 -昆虫の叫び-」に登場。
オルガノPCBという農薬で突然変異を起こし、巨大ミュータント化したイナゴ群の中でも特に完全に怪獣化した個体で、オスとメスの2体がいた。毒性農薬のオルガノPCBが大好物で密造所を襲った。外見的にはカマキリに似た姿。両腕の鎌が武器で、鎌は雌雄で左右対称。口から黄色い毒ガスを噴射する。オス、メス共にマッハ6で飛行する。メスは翅が退化して存在せず、皮膚が硬くレーザーも効かない。また、メスは砂漠に巣を作り、無数の卵を産み付ける。
オスはハマーのミサイルで倒された。メスはグレートと戦いガスや鎌でグレートを苦しめるがグレートスライサーで鎌を切られ、巣の卵はオルガノPCBの中和剤を浴びて倒された後、グレートのハンドビームですべて消滅させられた。
- オーストラリアではイナゴ被害が大きいことからバッタがモチーフに選ばれた。

その他の作品に登場するマジャバ
- 『大怪獣バトル』のNEO第5弾のウルトラバトルカードでCPUが使用する技カードとして登場、スキルは「農薬の副産物」で効果は「3ラウンドの間、スピードが200上がり「どく」攻撃につよくなる」。
- ウルトラマンフェスティバル'95ライブステージでは、ザム星人の怪獣軍団の一体として登場するもグレートのバーニング・プラズマで倒された。
- テレビアニメ『SSSS.GRIDMAN』第2話では、新条アカネの部屋の棚にマジャバのフィギュアが飾られている。また第9話では、アカネがマジャバのメスについて言及している。
- 『ウルトラマンZ』第24話では、オーストラリア大陸で休眠中の怪獣として記録映像で登場。セレブロに寄生されたナカシマヨウコの操縦するウルトロイドゼロに吸収され、ウルトロイドゼロが変貌したデストルドスの胸部を構成する。

電脳植物（） バイオス
第9話「バイオス計画 -植物都市-」に登場。
宇宙から来た植物の種が、サザン大学の超高性能コンピューターと融合して誕生した。レオニー・クランクスタイン博士のバイオ空間計画に目をつけ、大学構内のバイオ空間（人工環境）を支配していた。
通常の数十倍の速度で窒素と二酸化炭素を吸収し、大量の酸素を放出し、空気中の酸素の濃度を高めることで、あらゆる物質を可燃物へと変化させる。
汚染された地球の大気を浄化するために全人類の処理を企て、ベゴイドというバイオ空間の自分の作り出した酸素でしか生きられないように生体改造した学生と蔦を手足のように使っていたが、UMAに正体を知られロボットのような姿になって大学の施設を破壊し巨大化した。音楽を好み、戦闘中、チャールズがバイオスを落ち着かせようとバッハの「ブランデンブルク協奏曲5番 第3楽章」を聞かせていたところ、おとなしくなったものの、チャールズが搭乗しているハマーを捕まえてしまう。目から強力な電撃ビーム・バイオ光線を出し、胸部には高圧電流が流れており、両腕はマジックハンドになっている。
計算速度に長けるため、グレートに早撃ち勝負で挑んだが、ダブル・フィンガービームを受けて敗れた。
- フィギュア化の際の商品名は「プラントバイオス」。
- 樹木に機械が巻きつけられているイメージで描かれた。脚本では「ランニム」という名前であった。
- テレビアニメ『SSSS.GRIDMAN』第8話では、新条アカネの部屋の棚にバイオスのフィギュアが飾られている。同話に登場するメカグールギラスに合わせてメカ系の怪獣でまとめられている。

変身生命体 リュグロー
第10話「異星人狂奏曲（）」に登場。
自分の星を追われ、妻のベロニカ・アレイと共に流星となって地球に飛来した善意の宇宙旅行者。万能な変身能力を持ち、生物・非生物関係なく姿を変えられる一定の形を持たない異星人の旅人で、地球人女性の姿になって地球人と積極的に関わろうとする妻に対し、リュグローは地球人を嫌って車に変身していた。
かなり嫉妬深い性格で、ハンバーガーショップを開いて働く妻のベロニカと親しくするチャールズを快く思っておらず、妻とデート中に駐車した車を光線で燃やしたり、絡んできたチンピラ二人を追い返すなど妨害する。ベロニカの正体が軍にばれて包囲されたため巨大化。赤い後鰓類に似た姿で、三日月状の角と前部に鎌状の2本の角を持つ。2本の角からの怪光線と瞬間移動を駆使してグレートと戦うが最後は和解し、以後はチャールズそっくりの姿（ロイド・モーリス）に変身して、妻と共に地球でひっそりと暮らしている。
- 頭部・脚部・尾部の鎌は、日本側シナリオで鎌状のビームを出す設定にちなんだデザイン。また、人型や4足歩行の動物のような姿も描かれている。

変身生命体 ベロニカ
第10話「異星人狂奏曲」に登場。
夫のリュグローと共に地球に飛来した異星人。
地球文明が破滅に向かうことに懸念しつつも、地球人を愛しており、破滅に向かう地球人を劣った存在と看做す感情的な夫リュグローに対しては、フォローに回る描写が目立つ。当初、若い女性の姿であったが、正体がばれた後は老女の姿で隠れていたものの、胸元のチャールズから貰ったバッジから足がつき、軍へ通報された。UMAに保護されそうになったが、それも牢獄も同然と断った。事件の後は夫と地球でひっそりと暮らしている。

円盤生物 UF-0（）
第11話「第47格納庫」に登場。
軍が空軍基地第47格納庫に異星人の宇宙船と判断し、収容していた謎の円盤状生物。自らの野望（円盤の量産）を実現するために地球環境保護を訴えるテロリストの狂信的な自然保護者ノルバーグが奪取し、グラント隊長への恨みからUMA基地を攻撃させる。ノルバーグの知識を吸収して巨大なカニのような正体に変貌し、グレートに彼よりはるかに巨大な威容で迫って触覚から放つ破壊光線や鋏から発射するリング状の金縛り光線で捕縛するが、最後はグレートのマグナム・シュートを受けて宇宙へ逃走する。
- 本編における別名は「円盤生命体」。
- 脚本では、2機のUFOが変型・合体したロボット怪獣「ROBOM」として書かれており、デザイン画も存在する。

伝説深海怪獣 コダラー
第12話「その名は"滅亡（）" -伝説2大怪獣登場-」、第13話「永遠（）なる勇者 -伝説2大怪獣登場-」に登場。
太古から伝えられている破滅の伝説に登場する「深海に閉ざされし者」が、人類滅亡を望む地球の意思によって、酸素を破壊する赤いプランクトンと共に覚醒した怪獣。滅びの伝説が記された古代のディスク状の金属プレートを持つ者を狙う。赤いプランクトンはコダラーの鰓で共生しており、オーストラリア近海を死の海に変えた。
甲羅状の背中を水上に出して海を猛スピードで泳ぐ。海洋哺乳類（特にネズミイルカの仲間-Porpoiseに似る）のような容姿をしているためか、海での戦いは得意だが陸上では動きが鈍い。怪力で、パンチ攻撃が得意。両目や手から電撃球を放ち、光線や装甲貫通弾を含めたあらゆる攻撃を吸収する。また、吸収した光線を2倍に増幅して跳ね返すことも可能でグレートのマグナム・シュートと似た攻撃能力である。海にいる時と地上に出現した時では容姿が微妙に異なる。
第12話
海から復活しUMAの総攻撃を受け付けず、地上に上陸しグレートと交戦、打撃攻撃を受け付けず鉄塔の振り回し攻撃にたじろくも大きなダメージにはならず、逆に鉄塔を奪い殴りつけた。グレートのスタービームを跳ね返し、それを跳ね返したマグナム・シュートの打ち合いの末にグレートを倒す。この戦いでグレートは力を使い果たし空間の裂け目に落ち残り一回しか変身できない状態となった。これはバーニング・プラズマの初期設定の敵を亜空間に追放する「バーニング.マスアクション」を元々の脚本でコダラーに撃ち返されるくだりの名残である。
第13話
オーストラリアの町に現れてから山岳地帯に向かい、宇宙から飛来したシラリーと合流。再びグレートと闘い、パンチ攻撃に押されるもシラリーとの共同攻撃でグレートを苦しめた。最後はUMAがタルサー砲に装備した古代のディスク状の金属プレートに自らの光線を2度跳ね返され、エネルギー過剰になって爆散した。
- デザインモチーフはイルカやシャチ。

その他の作品に登場したコダラー
- 漫画『ウルトラ忍法帖』には悪の組織「朧党」の忍獣「琥陀羅亜」として登場。かなりの強豪忍獣として描かれており、タロウ、レオ、ゾフィー、エースといったウル忍たちは手も足も出ず重傷を負わされた他、背中の甲羅でマンのスペシウム光線を跳ね返し、逆に鋭い爪で貫くほどの実力を見せた。最後はマンとセブンの同時攻撃でようやく倒した。
- 漫画『ウルトラマン超闘士激伝』には宇宙全てを滅ぼす破壊神の一体である海の魔神としてゴーデスが超闘士タロウのエネルギーを利用して復活させた。
- 1995年にテレビマガジンに連載された『ウルトラマンネオス』の雑誌記事ではネオスと戦っている。
- テレビアニメ『SSSS.GRIDMAN』第3話では、新条アカネの部屋の棚にコダラーのフィギュアが飾られている。同話でグリッドマンが敗北するという展開からウルトラマンを倒した怪獣でまとめられている。

伝説宇宙怪獣 シラリー
第12話「その名は"滅亡" -伝説2大怪獣登場-」、第13話「永遠なる勇者 -伝説2大怪獣登場-」に登場。
コダラーの仲間で、甲虫のような表皮に覆われたドラゴンのような怪獣。環境破壊を行う人類の滅亡を望む地球の意思に呼ばれ、宇宙の彼方からやってきた「天空に追放された者」。両腕と目からレーザーを放ち、口から高熱火炎を放射する。
コダラーがグレートを倒してからまもなくして、第12話のラストで宇宙から地球に向かう。第13話では1週間かけて地球に向かっている途中、大陸間弾道ミサイルで成層圏に入る前に総攻撃されるが、核爆発のエネルギーを全て吸収してしまった。地球に飛来し、各地を蹂躙したのちにコダラーと合流してグレートと闘い、グレートがコダラーと戦っている後ろから両腕からレーザーを放ち援護している。コダラーがUMAに倒された後は単体でグレートに挑み、レーザーと火炎放射でグレートを追いつめるが、止めの長い嘴での攻撃を外した一瞬の隙をつかれ、ダブル・グレートスライサーで首を切り裂かれ、怯んだところにナックルシューターを至近距離で当てられて倒された。しかし核爆発のエネルギーを吸収しているためそのまま地球に放置しておくことは危険だったため、グレートはジャックと分離して遺体を宇宙に運んだ。
- デザインモチーフは宇宙のドラゴン。

その他の作品に登場したシラリー
- 漫画『ウルトラマン超闘士激伝』には破壊神の一体である天の魔神として海魔神コダラーに呼応して海魔星に飛来した。コダラーと合体して「究極魔神シーダ」にもなった。
- 『大怪獣バトル』では拡張NEO第2弾に技カードとして登場している。スキルは「彼方に追放された滅亡」で、高熱攻撃に対する耐性付加と、攻撃を受けるたびにアタックを200ずつ上昇させる効果を持つ。また、雑誌『ハイパーホビー』で行われた怪獣カード化希望の投票では7位を獲得している。
- テレビアニメ『SSSS.GRIDMAN』第2話では、新条アカネの部屋の棚にシラリーのフィギュアが飾られている。

## 作品リスト
- 放送日はTBSで地上波放送された日付。
- 視聴率はビデオリサーチ調べ（関東地区）。

| 話 | サブタイトル （日本語・原題）                       | 登場怪獣・宇宙人        | 原案     | ビデオ収録巻 | TBSでの放送日 | 視聴率 |
| -- | --------------------------------------------------- | ----------------------- | -------- | ------------ | ------------- | ------ |
| 1  | 銀色の巨人 signs of life                            | - ゴーデス - ブローズ   | 会川昇   | 第1巻        | 1995年 7月8日 | 2.8%   |
| 2  | 凍てついた龍 the hibernator                         | ギガザウルス            | 会川昇   | 第1巻        | 7月15日       | 3.8%   |
| 3  | 魅入られた少年 the child's dream                    | ゲルカドン              | 宮沢秀則 | 第1巻        | 7月22日       | 4.0%   |
| 4  | デガンジャの風 the storm hunter                     | デガンジャ              | 小中千昭 | 第2巻        | 7月29日       | 2.9%   |
| 5  | 悪夢からの使い blast from the past                  | バランガス              | 遠藤明範 | 第2巻        | 8月5日        | 3.9%   |
| 6  | 悪夢との決着 the showdown                           | ゴーデス（第2形態）     | 会川昇   | 第3巻        | 8月12日       | 4.8%   |
| 7  | 森の守護神 the forest guardian                      | ガゼボ                  | 宮沢秀則 | 第3巻        | 8月19日       | 4.5%   |
| 8  | 姿なき復讐 -昆虫の叫び- bitter harvest              | マジャバ（雄・雌）      | 宮沢秀則 | 『新』第1巻  | 8月26日       | 4.2%   |
| 9  | バイオス計画 -植物都市- the biospherians            | バイオス                | 鈴木智   | 『新』第1巻  | 9月2日        | 3.1%   |
| 10 | 異星人狂奏曲 tourists from the stars                | - リュグロー - ベロニカ | 遠藤明範 | 『新』第2巻  | 9月9日        | 4.8%   |
| 11 | 第47格納庫 the survivalists                         | UF-0                    | 小中千昭 | 『新』第2巻  | 9月16日       | 3.2%   |
| 12 | その名は"滅亡" -伝説2大怪獣登場- the age of plagues | - コダラー - シラリー   | 会川昇   | 『新』第3巻  | 9月23日       | 5.0%   |
| 13 | 永遠なる勇者 -伝説2大怪獣登場- nemesis              | - コダラー - シラリー   | 会川昇   | 『新』第3巻  | 9月30日       | 3.5%   |

### 劇場版
1990年12月15日に日本語吹き替え版を2本立てで公開され、6話以降の話は後に発売されるビデオ版に先駆けての公開となった。
本作品は1990年10月にロンドンとミラノで海外公開版の試写が行われた。本編でビデオ合成処理されていた光線技が新たにオプチカル処理されているほか、グレートの巨大化場面などが日本で新規に作り直された。また、第1話のハマー墜落場面やグレートの技など、ビデオでは未使用の映像を使った部分もあり、ナレーションやゴーデスの精神世界での声なども変更されている。戦闘中の掛け声とカラータイマー音は初代ウルトラマン（中曽根雅夫）のものを海外版と同時に使用。
ウルトラマンG ゴーデスの逆襲（英題：Ultraman: The Alien Invasion ）
第1話・第5話・第6話を中心に一部第2話の場面を交えて再編集した劇場版。
ビデオの完全版は、第1話〜第3話・第5話・第6話を再編集。
ウルトラマンG 怪獣撃滅作戦（英題：Ultraman: The Battle for Earth ）
第7話・第10話・第12話・第13話を再編集した劇場版。
ビデオの完全版は、第4話・第7話・第10話・第12話・第13話を再編集。
怪獣コダラーとシラリーはこの映画ではじめて名前がお披露目された。
ビデオ完全版（海外公開版）
映像ソフトは海外公開版を日本語吹き替えでビデオ発売。ブルーレイでのパッケージ化もこれに準じている。日本上映版はソフト化されていない。
劇場公開時とビデオでの完全版（海外公開版）はオープニングなども異なる他、タイトルが『ウルトラマン』で“G”がつかない。コロムビアから当時発売された交響楽集のビデオにそのタイトルがNG映像と共に収録されている。
『ゴーデスの逆襲』では、第2話の戦闘シーン、第3話も追加されており、これらのストーリーはほぼ同時に出来事が起こったように編集されてある。
『怪獣撃滅作戦』では、第4話も追加されており、時系列的にはゴーデス本体が倒された後に登場する設定にもかかわらず、デガンジャはビデオ版と同じくゴーデス細胞によって目覚め、ゴーデスの残党のようになっており、矛盾とする向きもある。

## 映像ソフト
ビデオ（VHS、セル・レンタル共通）とLD（セルのみ）が全話リリースされた。字幕版と日本語吹き替え版がある。
- ウルトラマンG （第1話 - 第7話）1990年9月25日 - 1991年1月24日 発売、全3巻
- 新ウルトラマンG 必殺！怪獣大決戦 （第8話 - 第13話） 1991年3月28日 - 6月27日 発売、全3巻

これ以降、長らく映像ソフトが発売されることが無かったが、2017年1月27日に約25年振りのリリースとしてBlu-ray BOXが発売された。全13話と映画2本が収録され、ブルーレイ版では全話のタイトルが「ウルトラマンG」に統一され、「新ウルトラマンG～」の表記はなくなった。

## 日本におけるテレビ放送
- 1991年12月23日 - 1992年1月4日、毎日8：30 - 9：00、NHK-BS2
- 1995年7月8日 - 9月30日、毎週土曜17：30 - 18：00、TBS

## 主題歌
日本語版主題歌を担当した京本政樹は、当時ポリドール・レコードと契約していたが、特別なはからいで日本コロムビアによる本作品の楽曲に参加することとなった。
オープニングの映像には後半に登場する怪獣も先行して登場している。また本編とは異なりグレートがコダラーを倒すような映像がある。
オープニング主題歌「ぼくらのグレート」
作詞：山川啓介、作曲、編曲：風戸慎介、歌：京本政樹、森の木児童合唱団
エンディング主題歌「地球は君を待っていた」
作詞：山川啓介、作曲・編曲：風戸慎介、歌：京本政樹、森の木児童合唱団
オリジナル原語版オープニング
「メインテーマ曲」
「ULTRAMAN（日本語：未来へ向かって）」
作詞：奈良橋陽子（日本語版：奈良橋陽子、京本政樹）、作曲、編曲：風戸慎介、歌：JAY HACKETT（日本語版：京本政樹）
エンディング
メインテーマのバリエーションBGMを使用

## キャスト

### レギュラー・準レギュラー
※ 括弧内は日本語吹替俳優。
- ジャック・シンドー - ドーレ・クラウス（京本政樹）
- アーサー・グラント - ラルフ・コトリール（小林昭二）
- ロイド・ワイルダー - リック・アダムス（山寺宏一）
- チャールズ・モルガン - ロイド・モーリス（柳沢慎吾）
- キム・シャオミン - グレース・パー（平野文）
- ジーン・エコー - ジーヤ・カリディス（榊原良子）

### ゲスト
- スタンレー・ハガード - ジェイ・ハケット（津田英三）（1・2・5）
- アイク - デヴィッド・グリボウスキー（岸野一彦）（2・5・6・10・12・13）
- ジミー・マーチン - ハミッシュ・フレッチャー（浪川大輔）（3）
- 先生 - フィオナ・ジャーヴィス（小金澤篤子）（3）
- ムジャリ - アーニー・ディンゴ（中尾隆聖）（4）
- ブリューワー将軍 - ピーター・レイモンド・ロウェル（飯塚昭三）（5・6・12・13）
- サイクス - ノーマン・イェン（小林清志）（7）
- ジェニー -（峰あつ子）（7）
- サンドマン - ピーター・タン（神山卓三）（8）
- ジョンソン - ドン・バーガー（今西正男）（8）
- レオニー・クランクスタイン博士 - リン・シェイクスピア（此島愛子）（9）
- リュグロー - （中田和宏）（10）
- ベロニカ - オリアーナ・パノッツオ（潘恵子）（10）
- 若者 - （梅津秀行）（10）
- チンピラ - （広瀬正志）（10）
- ノルバーグ - パトリック・フロスト（永井一郎）（11）

### 声の出演
- ウルトラマングレート - マシュー・オサリヴァン（岡部政明）[35]
  - 日本語版の戦闘中の掛け声は初代ウルトラマン（中曽根雅夫）の流用（海外版では別の声）[35]。
- ナレーター
  - 日本語版 - 藤岡弘（第1話 - 第6話）、内海賢二（第7話 - 第13話）、玄田哲章（次回予告）
  - 原語版 - ジョン・ボネー

### スーツアクター
- ウルトラマングレート[35] - スティーブ・アップス、ロバート・シンパー
- 怪獣 - マイク・リード、ジョニー・ハーリディ

## スタッフ
- 製作：ウルトラマン制作委員会(バンダイ、講談社、タキコーポレーション、ケイエスエス、丸紅)、円谷プロダクション
- 制作プロダクション：The South Australlian Film Corporation
- エグゼクティブプロデューサー：円谷皐、リチャード・ワトソン
- スーパーバイジングプロデューサー：鈴木清、ガス・ハワード
- プロデューサー：鈴木清、スー・ワイルド
- 音楽：風戸慎介
- 演奏：アデレード・シンフォニー・オーケストラ
- 音楽プロデューサー：玉川静
- 音楽ディレクター：小暮一雄、ケビン・ローパー
- 音楽制作総指揮：木村英俊、マイケル・エルウッド
- SFXコンサルタント：高野宏一
- 原案：会川昇、宮沢秀則、小中千昭、遠藤明範、鈴木智
- 監督：アンドリュー・プラウズ
- シリーズ構成：テリー・ラーセン
- 撮影監督：ポール・ダルウィッツ
- 特殊技術：ポール・ニコラ
- 美術監督：アンドリュー・ブラックスランド
- アクションシークエンス監督：ケン・アーリッジ
- スタント・コレオグラファー：グレン・ボズウェル
- ウルトラマンデザイン：村山寛貢
- 怪獣デザイン：吉田穣
- 制作協力：三菱自動車、オーストラリア空軍

### 日本語版スタッフ
- プロデューサー：島田十九八
- 音響監督：山崎宏
- 製作：プロダクションゆーりか

## 漫画
いずれもコミカライズ作品。
講談社 テレビマガジン版
作者は島本和彦。『テレビマガジン』1990年10月号から1991年11月号まで連載された。
島本はシナリオとビデオをもとに執筆していたが、ビデオのダビングの質が悪かったため、怪獣の細かい部分はわからなかったという。また、ページ数が少なくストーリーをすべて描くことはできないため、第3話からは本編Bパートから始めるという手法をとっている。
作中でのグレートの呼称は、一貫して「ウルトラマン」となっている。展開は本編とほぼ同じだが、最終エピソードの第13話・第14話では以下の点が異なる。
- グレートがコダラーとの戦いで死亡し、その肉体にジャック・シンドーの魂が宿って復活している。
- コダラーが初戦で跳ね返したのは「スタービーム」ではなく「バーニングプラズマ」で、これをテレビ版同様に倍にして跳ね返し、「プラズマシュート」でさらに投げ返している。再戦ではバーニングプラズマを撃ち合った末、耐えきれず爆死している。
- シラリーはダブルグレートスライサーで斬首されてなおグレートに襲いかかり、バーニング・プラズマで倒されている。

単行本は徳間書店から全1巻で発売された（1993年3月20日、ISBN 4-19-833032-8）。2016年には小学館から新装版が発売された。
月刊ヒーローマガジン 付録版
森藤よしひろによるコミカライズ作品。
Ultracomics
1993年に発行されたアメコミ。ArtistはErnie Colón、WriterはDwayne McDuffie。全3巻。オリジナルの怪獣として、鮫怪獣ギガントシャーク (GIANT SHARK) 、未確認水生怪獣 (UNIDENTIFIED AQUATIC KAIJU) が登場する。
Nemesis Comics
1994年に発行されたアメコミ。ArtistはErnie Colón、WriterはLarry Yakata。オリジナルとなる悪の青いウルトラマンとして、邪悪生命体ゴーデスが生み出したイーヴィルウルトラマングレート (EVIL ULTRAMAN GREAT (THE BLUE ULTRAMAN)) が登場する。全4巻。

## 続編企画
平成最初のウルトラマンとして製作された本作品にはビデオ売れ行きも良かったことから続編企画が複数存在したが、いずれも実現に至らなかった。
日本編劇場版
日本を舞台にした劇場用新作。1991年暮れ公開予定とされていた。
第2シーズン（第14話以降、日本サイド案）
新シリーズ案として、シノプシス集が会川昇によりまとめられている。第14話 - 第17話は「バルタン星人編」として、地球へ来襲したバルタン星人に合体巨大化して立ち向かうリュグローとヴェロニカ夫妻の危機に、グレートが帰還するという展開で、ウルトラ兄弟の客演も検討されていた。
バルタン星人のデザインも吉田穣によって描かれており、通常の個体の他にトライポッドのような3本足のバルタン星人も描かれている。
第2シーズン（第14話 - 第27話、オーストラリアサイド案）
テリー・ラーセンによる第2シリーズ案。詳細不明。

## ウルトラシリーズでの客演
『新世紀ウルトラマン伝説』
他のウルトラ戦士と共に天空魔と戦った。ブローズとゲルカドンとの戦いのシーンは本作品からの流用。
『新世紀2003ウルトラマン伝説 THE KING'S JUBILEE』
ウルトラマンキングの誕生日を他のウルトラ戦士と共に祝福する。
『大怪獣バトル ウルトラ銀河伝説 THE MOVIE』
宇宙警備隊の隊員としてグレートが登場。主に同じ海外作品の『ウルトラマンパワード』、『ウルトラマンUSA』のウルトラチームと一緒にいる場面が多い。
ウルトラマンベリアルとの戦いにも参加したが、他のウルトラ戦士と共に負けてしまい、凍結に巻込まれてしまった。その後、ウルトラマンゼロがベリアルからプラズマスパークのエネルギーコアを取り戻したことにより復活する。ラストシーンでは、ウルトラマンキングの演説を聞いていた。
- 当初は登場の予定はなかったが、監督の坂本浩一の提案により登場した。プロデューサーの岡部淳也は他のウルトラマンとスーツ素材が異なるため違和感が出ることを危惧していたが、杞憂に終わったことを語っている。

『ウルトラマン列伝』
第100話『ベリアル陛下降臨!百体怪獣総進撃!?』（2013年5月29日放送）にて、名前のみ登場。放送100回を迎えた祝いにナビゲーター役のウルトラマンゼロが紹介する予定だったが、ベリアルがビーコンを使って番組ジャックしたため登場できなかった。ちなみにゼロは「グレート先輩」と呼んでいたが、自分からのメッセージについて紹介されないまま放送は終了した。
『新ウルトラマン列伝』
最終話の第155話では、ウルトラ戦士集合映像（新撮）にて登場を果たしている。
本編放送終了後の特番『ウルトラマンオーブ 直前スペシャル』冒頭で、歴代ウルトラ戦士とともに新撮の実写映像にも登場。
『ウルトラギャラクシーファイト 大いなる陰謀』
Chapter.1『動き出す陰謀 -The Beginning-』に登場。声は関智一が担当。
ウルトラマンパワードと共にウルトラマンリブットを鍛え上げ、リブットが戦士として覚醒するのを手助けする。その後はウルトラマンマックスを助けるためにリブットたちと惑星ミカリトを訪れ、スラン星人を撃退する。

## その他

### 裏話
- 脚本を担当した会川昇は、第1話冒頭の火星でのグレートとゴーデスの戦いについて、「内山まもるの漫画で描かれた人類が知らない宇宙でのウルトラマンの戦いの描写に影響された」とコメントしている。
- ビデオ合成処理された部分は切り貼りしたような印象のある不自然なカットが目立ち、劇場版ではオプチカル合成に直されている。ただし、劇場版の対ゴーデス、バランガス、シラリー&コダラー戦（シラリー、コダラーのみビデオ版にも使われた）で敵を殴る度にスパークが走る場面のように、簡便に合成できる点を生かした意欲的な部分もあった。
- スーパーファミコン版の『ウルトラマン』をベースとしてSuper Nintendo Entertainment System（海外版スーパーファミコン）用のゲームソフトが発売されている。登場する怪獣はGudis（ゴーデス）、Bogun（ブローズ）、Degola（デガンジャ）、Barrangas（バランガス）、Gudis II（ゴーデス第2形態）、Zebokon（ガゼボ）、Majaba（マジャバ）、Kodalar（コダラー）、Killazee（シラリー）の9体。使用できるのはUltraman（グレート）のみ。日本では未発売。
- 1992年に本作品はアメリカのケーブル系でリピートを含む1年間の放映が行われ、かつて『ウルトラマン』を放映した時よりも高い視聴率を記録した[96]。

### 以降のシリーズとの関連
- 本作品以後の円谷プロ作品とオーストラリアの関わりとしては、『ウルトラマンゼアス』のコッテンポッペとベンゼン星人のスーツがオーストラリアで造型された事例がある（最終的に開米プロで改修されて撮影に使われている）。
- バンクフィルムの一部が『ウルトラマンティガ』最終章で流用されている。
- アトラクション用のウェットスーツ地のグレートのスーツが『ウルトラマンティガ』のイルドに改造されている。
- 『ウルトラマンティガ THE FINAL ODYSSEY』に登場した朽ち果てた巨人の中にグレートそっくりな石像も存在する[97]。